# Hofanlage Hauptstraße 99
Die Hofanlage Hauptstraße 99 in Bassum-Neubruchhausen, Ecke Hallsteder Straße, 8 km östlich vom Kernort Bassum entfernt, wurde im 19. Jahrhundert gebaut. Das Haupthaus wird heute (2022) zum Wohnen genutzt.
Das Ensemble ist ein Baudenkmal in Bassum.

## Geschichte
Die Hofanlage besteht aus

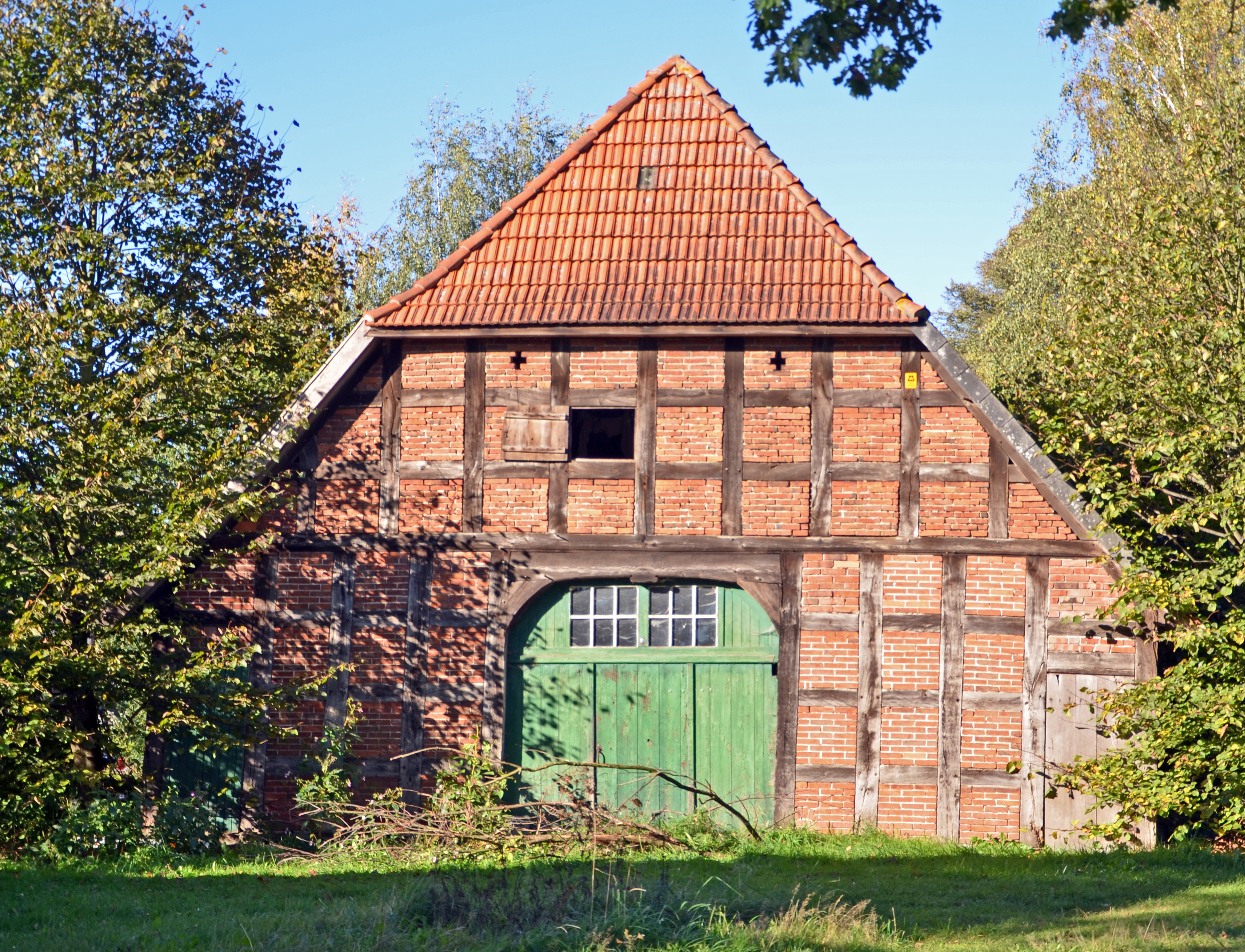
Scheune

- dem Wohn- und Wirtschaftsgebäude von um oder vor 1900 als Zweiständer-Hallenhaus in Fachwerk mit Steinausfachungen und Satteldach mit 6 Schleppgauben sowie Schleppdach, Dielengerüst und Flett (frühere Küche) erhalten, erhaltene Inschrift im Dielentor von 1812, umgebaut zu einem Wohnhaus,
- der baufälligen Scheune in Fachwerk mit Steinausfachungen mit Längsdurchfahrt und Krüppelwalmdach sowie Verlängerung nach Süden,
- einem weiteren nicht denkmalgeschützten Nebengebäude.